# Diana Klímova
Diana Klímova (en ruso: Диана Климова; Tiumén, 8 de octubre de 1996) es una deportista rusa que compite en ciclismo en las modalidades de pista y ruta.
Ganó dos medallas de plata en el Campeonato Europeo de Ciclismo en Pista, en los años 2018 y 2020. En los Juegos Europeos de Minsk 2019 obtuvo una medalla de bronce en la prueba de madison.

## Medallero internacional
| Juegos Europeos    | Juegos Europeos       | Juegos Europeos   | Juegos Europeos |
| Año                | Lugar                 | Medalla           | Competición     |
| ------------------ | --------------------- | ----------------- | --------------- |
| 2019               | Minsk (Bielorrusia)   | Medalla de bronce | Madison         |
| Campeonato Europeo |                       |                   |                 |
| Año                | Lugar                 | Medalla           | Competición     |
| 2018               | Glasgow (Reino Unido) | Medalla de plata  | Madison         |
| 2020               | Plovdiv (Bulgaria)    | Medalla de plata  | Madison         |

## Palmarés
2020
- Gran Premio de Alanya
- Campeonato de Rusia en Ruta